# フィリペ・ルイス・カスミルスキ
フィリペ・ルイス（Filipe Luís）こと、フィリペ・ルイス・カスミルスキ（Filipe Luís Kasmirski、1985年8月9日 - ）は、ブラジル・サンタカタリーナ州ジャラグア・ド・スル出身の元サッカー選手。現サッカー指導者。元ブラジル代表。現役時代のポジションはディフェンダー（DF）。左サイドバックであるが、左サイドハーフや左ウイングとして起用されることもあった。
ブラジルのフィゲイレンセで選手としてのキャリアを始めると、キャリアの多くの時間をデポルティーボやアトレティコ・マドリードなどスペインで過ごした。アトレティコでは333試合に出場して12ゴール30アシストを記録し、2013-14シーズンのリーグ優勝と2度のUEFAヨーロッパリーグ優勝を果たした。2019年にアトレティコを退団した後は母国クラブのフラメンゴでプレーし、全国リーグとコパ・リベルタドーレスを2回ずつ制覇するなど10タイトルを獲得。ブラジル代表としても44試合に出場し、2019年にはコパ・アメリカで優勝を経験した。
現役引退後は指導者の道へ進み、ユースチームの監督経験を経て2024年9月からフラメンゴの監督を務める。同年11月に指導者として初めて2024年のコパ・ド・ブラジル優勝を修めた。

## クラブ経歴

### キャリア初期
フィゲイレンセFCのユースではウィングとしてプレーしており、2000年から2002年にかけて57試合で27得点を決めている。2003年にプロデビューし、2004-05シーズンはオランダのAFCアヤックスに移籍した。2005年、スペインのレアル・マドリード・カスティージャに移籍した。
2006年、デポルティーボ・ラ・コルーニャに移籍した。スペイン代表のジョアン・カプデビラがいたために先発出場は10試合に限られたが、カプデビラがビジャレアルCFに移籍してからはレギュラーの座を獲得した。2008年6月に5年契約で完全移籍し、2008-09シーズンは38試合すべてにスタメン出場した。2009-10シーズンもレギュラーとして出場していたが、2010年1月23日のアスレティック・ビルバオ戦で相手GKのゴルカ・イライソスと交錯し、右足首を骨折・脱臼する重傷を負った。全治半年の診断が下されたが、ハードなリハビリを重ねて3ヵ月半で復帰を果たし、4月20日に全体練習に復帰し、5月8日のRCDマジョルカ戦で復帰を果たした。チームは11試合未勝利と絶不調だったが、復帰早々チームの決勝点に絡む活躍を見せた。

### アトレティコ・マドリード
2010年7月23日、アトレティコ・マドリードへの移籍が決まった。移籍金は1350万ユーロで契約期間は4シーズンとなっている。
9月26日に行われたレアル・サラゴサ戦で公式戦デビューを果たし、この試合でジエゴ・コスタのゴールをアシストしてマン・オブ・ザ・マッチに選ばれた。

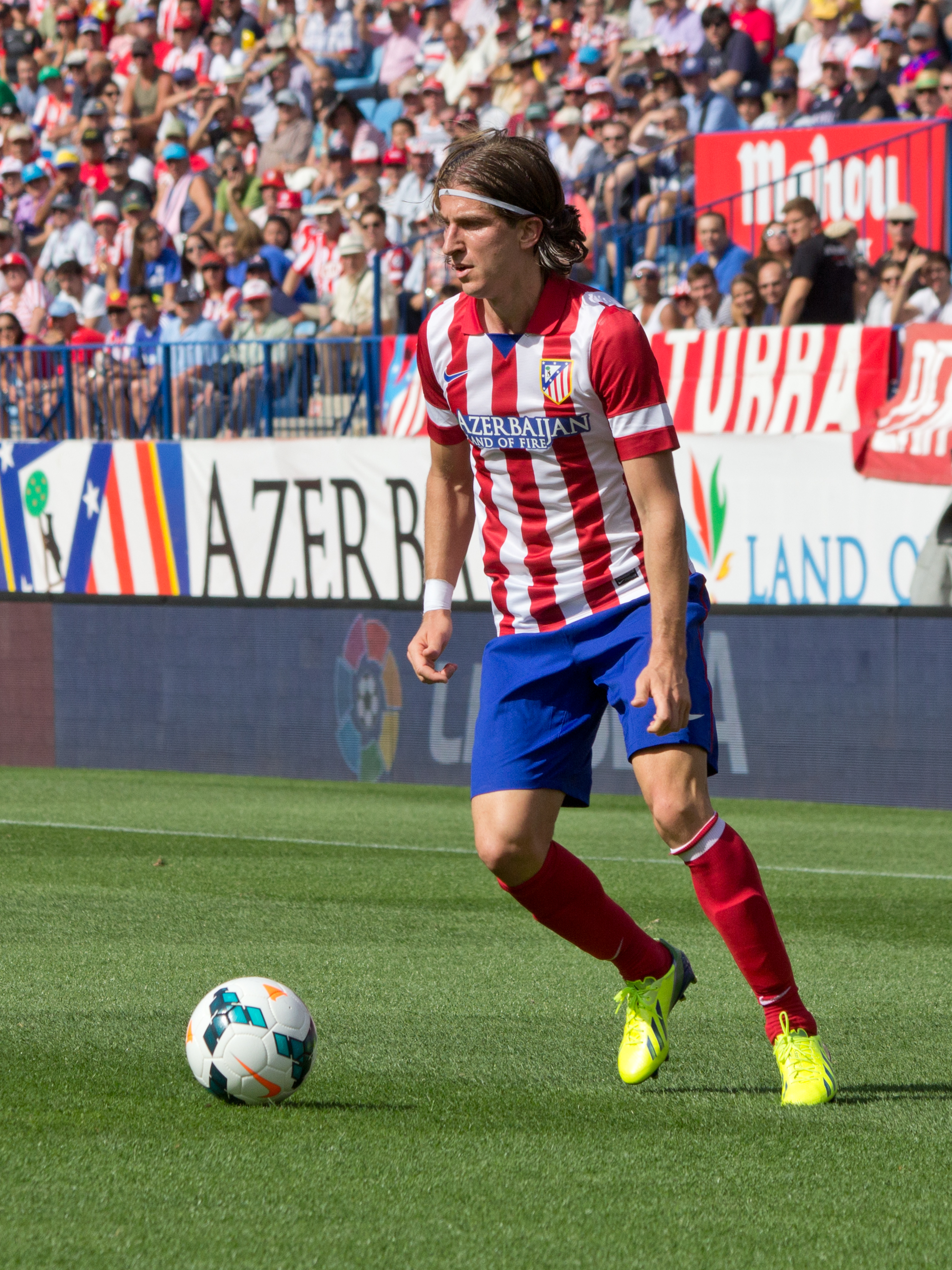
アトレティコでプレーするルイス（2013年）

2013-14シーズン、ディエゴ・シメオネ監督にとって左サイドバックのレギュラーの座を確立すると、リーグ戦では合計2,880分間プレーしアトレティコ・マドリードの18シーズンぶり10回目のリーグ優勝に貢献。フェリペ・ルイスはシーズンベストイレブンに選出され、同じチームのミランダとレアル・マドリードのセルヒオ・ラモスとともにラ・リーガ・アワードの最優秀DF候補にもノミネートされた。

### チェルシー

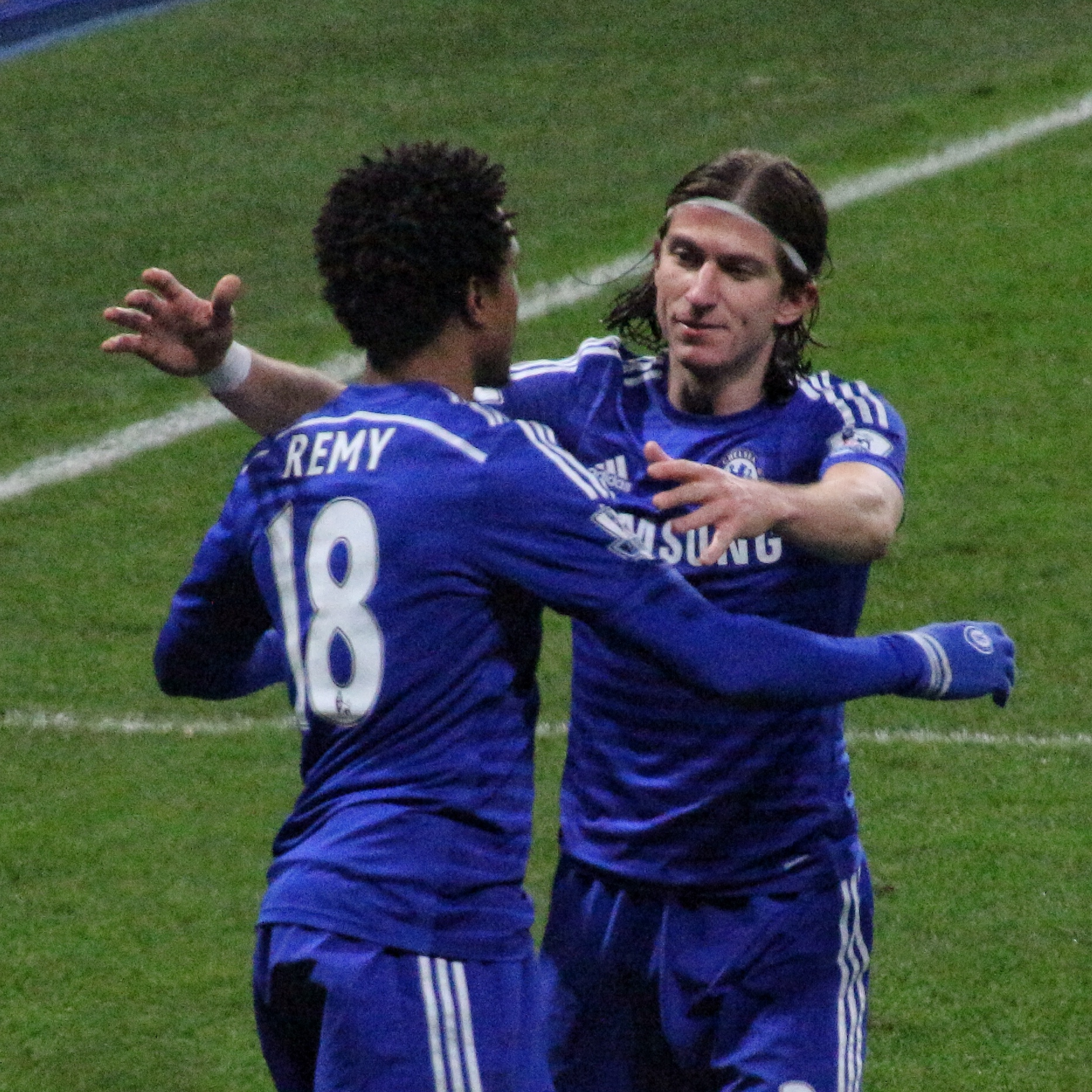
チェルシーでのフェリペ・ルイス（右）

2014年7月16日、イングランドのチェルシーFCに3年契約で移籍することが決まった。チェルシーではASローマに移籍したアシュリー・コールの後釜として期待されたが、チェルシーを率いるジョゼ・モウリーニョ監督は左サイドバックにセサル・アスピリクエタを積極的に起用したため2番手の扱いだった。けれども、ティボ・クルトゥワのために控えに降格したチームの経験豊富なGKペトル・チェフが不満を漏らさないことを例に出して、チームが好調であるならば自身がローテーション選手であっても構わないとモウリーニョの判断に理解を示した。
誰もがプレーしたいと思っている。プレーできなければ普通は幸せではない。しかし、ここに来たときモウリーニョと話をして、チェルシーに来たのはチャンピオンになるためだと理解していた。ベストの左サイドバックやベストのクロッサーになるためではないんだ。モウリーニョの下で働くなら、個人よりもチーム全体が優先であることを知っていなければならない。だから今は自分のことを考えていない。（中略）ピート（チェフ）はここでのレジェンドで、このクラブで数多くのトロフィーを勝ち取ってきた。彼は、すべての選手にとって手本となる存在だ。プロフェッショナルで、良い人柄を持っているからね。—フェリペ・ルイス

### アトレティコ・マドリード復帰
2015年7月23日、アトレティコ・マドリードと合意に達したことを発表した。
2016年1月18日、ラス・パルマス戦で先制点を挙げて3-0の勝利に貢献している。さらに、2月27日のマドリードダービーではアントワーヌ・グリーズマンのゴールをアシストし、ダービー戦の勝利に貢献した。UEFAチャンピオンズリーグでは準々決勝で前回大会王者のバルセロナと対戦。1stレグではフェルナンド・トーレスの退場もあり1-2で敗れたものの、2ndレグを2-0で制したことで逆転での準決勝進出を果たした。両試合に出場したフェリペ・ルイスは、2ndレグが行われた週におけるUEFA公式のベストイレブンに選出された。
2018-19シーズンは10月7日と28日のビジャレアル戦、レアル・ソシエダ戦と2試合連続ゴールを記録するなど、リーグ戦通算27試合に出場し、チームのリーグ戦2位フィニッシュに貢献した。
2018-19シーズン限りでアトレティコ・マドリードとの契約が満了。1年間の契約延長の可能性も噂されたが、最終的に退団が決定した。2019年7月21日、アトレティコ・マドリードの本拠地ワンダ・メトロポリターノで退団会見を実施した。

### フラメンゴ
2019年7月23日、カンピオナート・ブラジレイロ・セリエAのCRフラメンゴへの加入が発表された。アトレティコとの契約が残り半年になった1月からはPSG、マンチェスター・シティ、ボルシア・ドルトムントなどからもオファーがあったが母国復帰の決断をした。背番号は16番。
コパ・リベルタドーレス2019決勝にも出場し、CAリーベル・プレートを2-1と下し、1981年大会以来のカップ戦優勝に貢献した。フラメンゴは国内リーグでも最多勝ち点記録と最多得点記録を大幅に更新して優勝しルイスもセリエA年間ベストイレブンに選ばれた。また、国内リーグとリベルタ杯の2冠は1963年にペレ率いるサントスが成し遂げて以来となる56年ぶりの快挙だった。リベルタドーレスを優勝したことで出場権を得たFIFAクラブワールドカップ2019でルイスは準決勝のアル・ヒラル戦と決勝のリヴァプール戦の両方にフル出場したが、決勝では延長戦の末に0-1で敗れて準優勝で終えた。
コパ・リベルタドーレス2021では決勝で同じブラジルのパルメイラスとの延長の末に1-2で敗れて優勝を逃すも、コパ・リベルタドーレス2022ではアトレチコ・パラナエンセを1-0で制して自身2度目のリベルタ杯優勝を果たした。FIFAクラブワールドカップ2022でフラメンゴは準決勝でサウジアラビアのアル・ヒラルと対戦するもルイスはベンチ入りのみで出場機会はなく、フラメンゴも2-3で敗れた。
2023年12月6日、2023年シーズン限りでの現役引退を表明した。

## 代表経歴

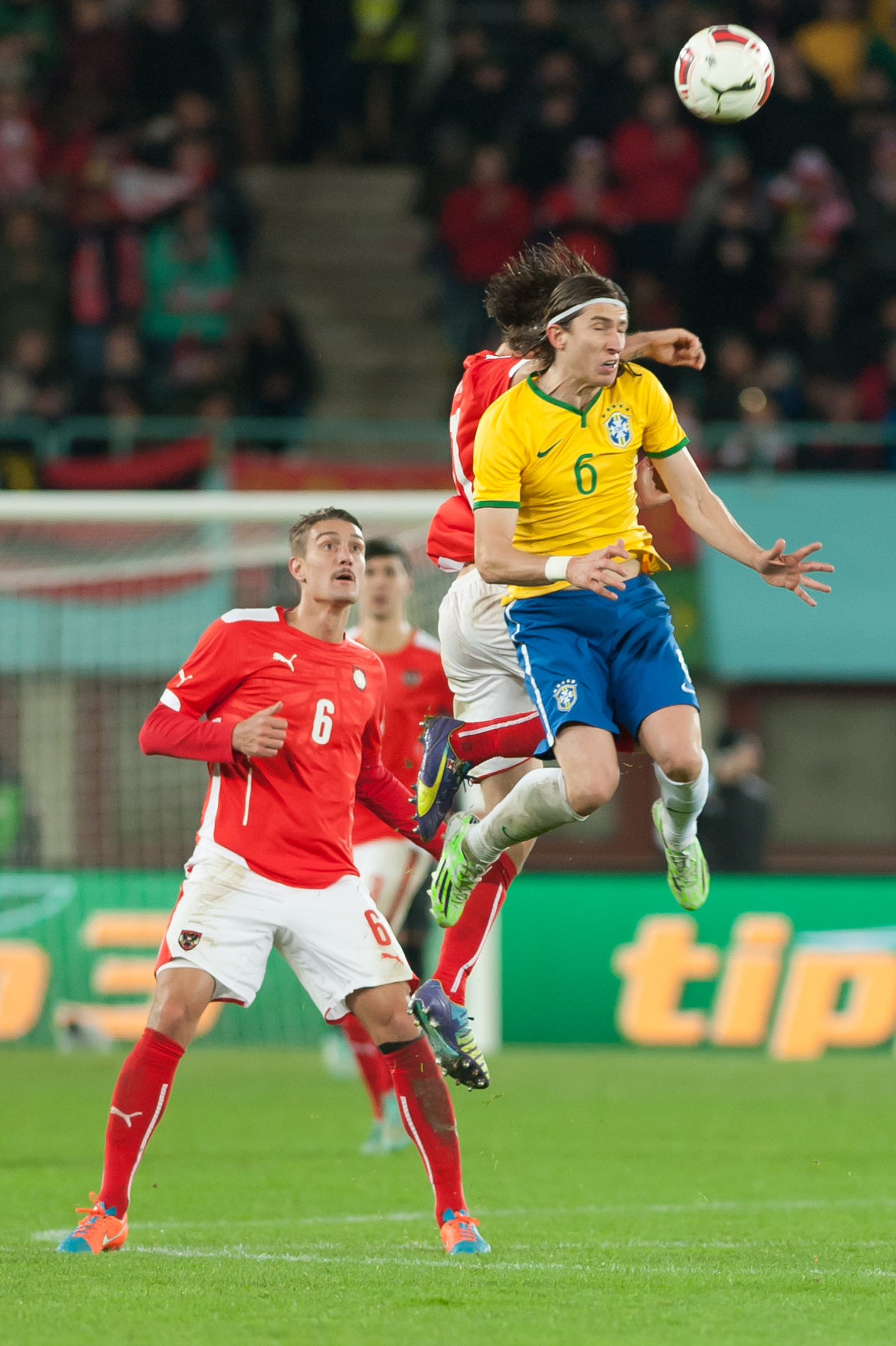
オーストラリアとの親善試合でプレーするルイス（2014年）

2009年8月12日のエストニア戦で、負傷のマルセロに代わってブラジル代表に初招集。同年10月15日のワールドカップ予選・ベネズエラ戦で代表デビューを飾った。2010 FIFAワールドカップでは予備登録の7名のリストに名を連ねたが、本大会への出場はならず。
2013年に開催されたFIFAコンフェデレーションズカップのメンバーに選ばれたが1度も出場機会は無く、コンフェデ杯後は代表メンバーからも遠かった。2013-14シーズンにリーグ優勝し、チャンピオンズリーグでは決勝に進出したアトレティコのレギュラーだったルイスには代表復帰を推す声もあったが、翌年に母国開催された2014 FIFAワールドカップのメンバーからは選外となった。ブラジルW杯後の10月11日、北京で開催されたスーペルクラシコ・デ・ラス・アメリカスで、フィリペ・ルイスはアルゼンチンに2-0で勝利した試合でフル出場した 。
コパ・アメリカ2015ではマルセロが怪我で欠場していた影響もあり全試合にフル出場したが、準々決勝のパラグアイにPK戦で敗れて敗退した。
2015年11月17日のワールドカップ予選・ペルー戦で代表初得点を挙げた。
W杯ロシア大会ではグループステージ第3戦セルビア戦において前半途中に怪我のマルセロとの交代で出場した。
2018年10月、当初はサウジアラビアとアルゼンチンとの親善試合のメンバーには含まれていなかったが、招集されていたマルセロがふくらはぎを負傷したため不参加になったことを受けて追加招集された。
2019年5月、ルイスは母国で開催されるコパ・アメリカ2019に向けた23人のメンバーに選ばれた。6月27日のパラグアイとの準々決勝では、前半に負傷したためハーフタイムでアレックス・サンドロと交代したが、チームはPK戦で4-3で勝利し次のステージに進んだ。準決勝と決勝はベンチで見守ることになったが、最終的にブラジルは決勝でペルーに3-1で勝利して優勝を果たした。

## 指導者経歴
2022年4月からブラジルサッカー連盟 (CBF) のアカデミーで指導者講習を受講し、2024年5月にCBF Proライセンス（CONMEBOL Proライセンス）を取得している。プロサッカー選手引退後の2024年1月、フラメンゴの17歳以下のチームの監督に就任し、6月にはU-20チームの監督に就いた。9月30日、フラメンゴのトップチームを率いていたチッチ監督がコパ・リベルタドーレス準々決勝でウルグアイのペニャロールに敗れてベスト8敗退に終わったことを受けて解任。それに伴いトップチームの暫定監督に就任すると、その翌日に2025年末までの契約でトップチームの正式な監督に任命された。就任直後、フラメンゴはコパ・ド・ブラジルを制覇しルイスは4試合の指揮のみで大会の最優秀監督に選ばれた。

## 個人成績

### クラブでの成績
| クラブ                                | シーズン       | リーグ戦               | リーグ戦 | リーグ戦 | 州リーグ | 州リーグ | カップ戦 | カップ戦 | 国際大会 | 国際大会 | その他 | その他 | 通算 | 通算 |
| クラブ                                | シーズン       | ディビジョン           | 出場     | 得点     | 出場     | 得点     | 出場     | 得点     | 出場     | 得点     | 出場   | 得点   | 出場 | 得点 |
| ------------------------------------- | -------------- | ---------------------- | -------- | -------- | -------- | -------- | -------- | -------- | -------- | -------- | ------ | ------ | ---- | ---- |
| フィゲイレンセ                        | 2003           | セリエA                | 7        | 1        | 12       | 0        | 3        | 1        | —        | —        | —      | —      | 22   | 2    |
| フィゲイレンセ                        | 2004           | セリエA                | 17       | 0        | 13       | 3        | 2        | 0        | —        | —        | —      | —      | 32   | 3    |
| フィゲイレンセ                        | 通算           | 通算                   | 24       | 1        | 25       | 3        | 5        | 0        | —        | —        | —      | —      | 54   | 5    |
| レアル・マドリードB (loan)            | 2005-06        | セグンダ・ディビシオン | 37       | 0        | —        | —        | —        | —        | —        | —        | —      | —      | 37   | 0    |
| デポルティーボ・ラ・コルーニャ (loan) | 2006-07        | ラ・リーガ             | 19       | 0        | —        | —        | 7        | 1        | 0        | 0        | —      | —      | 26   | 1    |
| デポルティーボ・ラ・コルーニャ (loan) | 2007-08        | ラ・リーガ             | 33       | 1        | —        | —        | 2        | 0        | 0        | 0        | —      | —      | 35   | 1    |
| デポルティーボ・ラ・コルーニャ        | 2008-09        | ラ・リーガ             | 38       | 2        | —        | —        | 2        | 0        | 10       | 0        | —      | —      | 50   | 2    |
| デポルティーボ・ラ・コルーニャ        | 2009-10        | ラ・リーガ             | 21       | 3        | —        | —        | 3        | 1        | 0        | 0        | —      | —      | 24   | 4    |
| デポルティーボ・ラ・コルーニャ        | 通算           | 通算                   | 111      | 6        | —        | —        | 14       | 2        | 10       | 0        | —      | —      | 135  | 8    |
| アトレティコ・マドリード              | 2010-11        | ラ・リーガ             | 27       | 1        | —        | —        | 6        | 0        | 3        | 0        | —      | —      | 36   | 1    |
| アトレティコ・マドリード              | 2011-12        | ラ・リーガ             | 36       | 0        | —        | —        | 1        | 0        | 16       | 0        | —      | —      | 53   | 0    |
| アトレティコ・マドリード              | 2012-13        | ラ・リーガ             | 32       | 1        | —        | —        | 6        | 2        | 3        | 0        | 1      | 0      | 42   | 3    |
| アトレティコ・マドリード              | 2013-14        | ラ・リーガ             | 32       | 0        | —        | —        | 5        | 0        | 10       | 1        | 2      | 0      | 49   | 1    |
| アトレティコ・マドリード              | 通算           | 通算                   | 127      | 2        | —        | —        | 18       | 2        | 32       | 1        | 3      | 0      | 180  | 5    |
| チェルシー                            | 2014-15        | プレミアリーグ         | 15       | 0        | —        | —        | 1        | 0        | 5        | 0        | 5      | 1      | 26   | 1    |
| アトレティコ・マドリード              | 2015-16        | ラ・リーガ             | 32       | 1        | —        | —        | 3        | 0        | 10       | 0        | —      | —      | 45   | 1    |
| アトレティコ・マドリード              | 2016-17        | ラ・リーガ             | 34       | 3        | —        | —        | 4        | 0        | 10       | 0        | —      | —      | 48   | 3    |
| アトレティコ・マドリード              | 2017-18        | ラ・リーガ             | 20       | 1        | —        | —        | 0        | 0        | 8        | 0        | —      | —      | 28   | 1    |
| アトレティコ・マドリード              | 2018-19        | ラ・リーガ             | 27       | 2        | —        | —        | 0        | 0        | 5        | 0        | —      | —      | 32   | 2    |
| アトレティコ・マドリード              | 通算           | 通算                   | 113      | 7        | —        | —        | 7        | 0        | 33       | 0        | —      | —      | 153  | 7    |
| フラメンゴ                            | 2019           | セリエA                | 16       | 0        | —        | —        | 0        | 0        | 5        | 0        | 2      | 0      | 23   | 0    |
| フラメンゴ                            | 2020           | セリエA                | 31       | 2        | 8        | 1        | 2        | 0        | 5        | 0        | 3      | 0      | 49   | 3    |
| フラメンゴ                            | 2021           | セリエA                | 22       | 0        | 5        | 0        | 4        | 0        | 11       | 0        | 1      | 0      | 43   | 0    |
| フラメンゴ                            | 2022           | セリエA                | 10       | 0        | 10       | 1        | 8        | 0        | 11       | 0        | 1      | 0      | 40   | 1    |
| フラメンゴ                            | 2023           | セリエA                | 10       | 0        | 4        | 2        | 0        | 0        | 5        | 0        | 0      | 0      | 21   | 0    |
| フラメンゴ                            | 通算           | 通算                   | 89       | 2        | 27       | 2        | 14       | 0        | 39       | 0        | 7      | 0      | 176  | 4    |
| キャリア総通算                        | キャリア総通算 | キャリア総通算         | 516      | 18       | 52       | 5        | 61       | 5        | 117      | 1        | 15     | 1      | 760  | 30   |

1. 1 2  カンピオナート・カタリネンセ
2. 1 2 3 4  UEFAヨーロッパリーグ
3. ↑  UEFAスーパーカップ
4. 1 2 3 4 5  UEFAチャンピオンズリーグ
5. ↑  スーペルコパ・デ・エスパーニャ
6. ↑  フットボールリーグカップ
7. ↑  UEFAチャンピオンズリーグ6試合、UEFAヨーロッパリーグ2試合に出場
8. 1 2 3 4 5  コパ・リベルタドーレス
9. ↑  FIFAクラブワールドカップ2019
10. 1 2 3 4  カンピオナート・カリオカ
11. ↑  レコパ・スダメリカーナ2試合、スーペルコパ・ド・ブラジル1試合に出場
12. 1 2  スーペルコパ・ド・ブラジル

## 代表歴

### 出場大会
- U-20ブラジル代表
  - 2005年 - 2005 FIFAワールドユース選手権（3位）
- ブラジルA代表
  - 2015年 - コパ・アメリカ2015（ベスト8）
  - 2016年 - コパ・アメリカ・センテナリオ（グループリーグ敗退）
  - 2018年 - 2018 FIFAワールドカップ（ベスト8）
  - 2019年 - コパ・アメリカ2019（優勝）

### 試合数
- 国際Aマッチ 44試合 2得点（2009年 - 2019年)[42]

| ブラジル代表 | 国際Aマッチ | 国際Aマッチ |
| 年           | 出場        | 得点        |
| ------------ | ----------- | ----------- |
| 2009         | 1           | 0           |
| 2010         | 0           | 0           |
| 2011         | 0           | 0           |
| 2012         | 0           | 0           |
| 2013         | 3           | 0           |
| 2014         | 6           | 0           |
| 2015         | 11          | 1           |
| 2016         | 8           | 1           |
| 2017         | 2           | 0           |
| 2018         | 7           | 0           |
| 2019         | 6           | 0           |
| 通算         | 44          | 2           |

### 得点
| #  | 開催年月日     | 開催地                                               | 対戦国   | スコア | 結果 | 試合概要                          |
| -- | -------------- | ---------------------------------------------------- | -------- | ------ | ---- | --------------------------------- |
| 1. | 2015年11月17日 | ブラジル、サルヴァドール、アレーナ・フォンチ・ノヴァ | ペルー   | 3-0    | 3-0  | 2018 FIFAワールドカップ・南米予選 |
| 2. | 2016年10月06日 | ブラジル、ナタール、アレーナ・ダス・ドゥーナス       | ボリビア | 3-0    | 5-0  | 2018 FIFAワールドカップ・南米予選 |

## 監督成績
2024年11月19日現在
| クラブ     | 国           | 就任          | 退任 | 記録 | 記録 | 記録 | 記録 | 記録 | 記録 | 記録 | 記録   |
| クラブ     | 国           | 就任          | 退任 | 試   | 勝   | 分   | 敗   | 得   | 失   | 差   | 勝率   |
| ---------- | ------------ | ------------- | ---- | ---- | ---- | ---- | ---- | ---- | ---- | ---- | ------ |
| フラメンゴ | ブラジルの旗 | 2024年9月30日 |      | 10   | 6    | 3    | 1    | 13   | 6    | +7   | 060.00 |
| 通算       | 通算         | 通算          | 通算 | 10   | 6    | 3    | 1    | 13   | 6    | +7   | 060.00 |

## タイトル

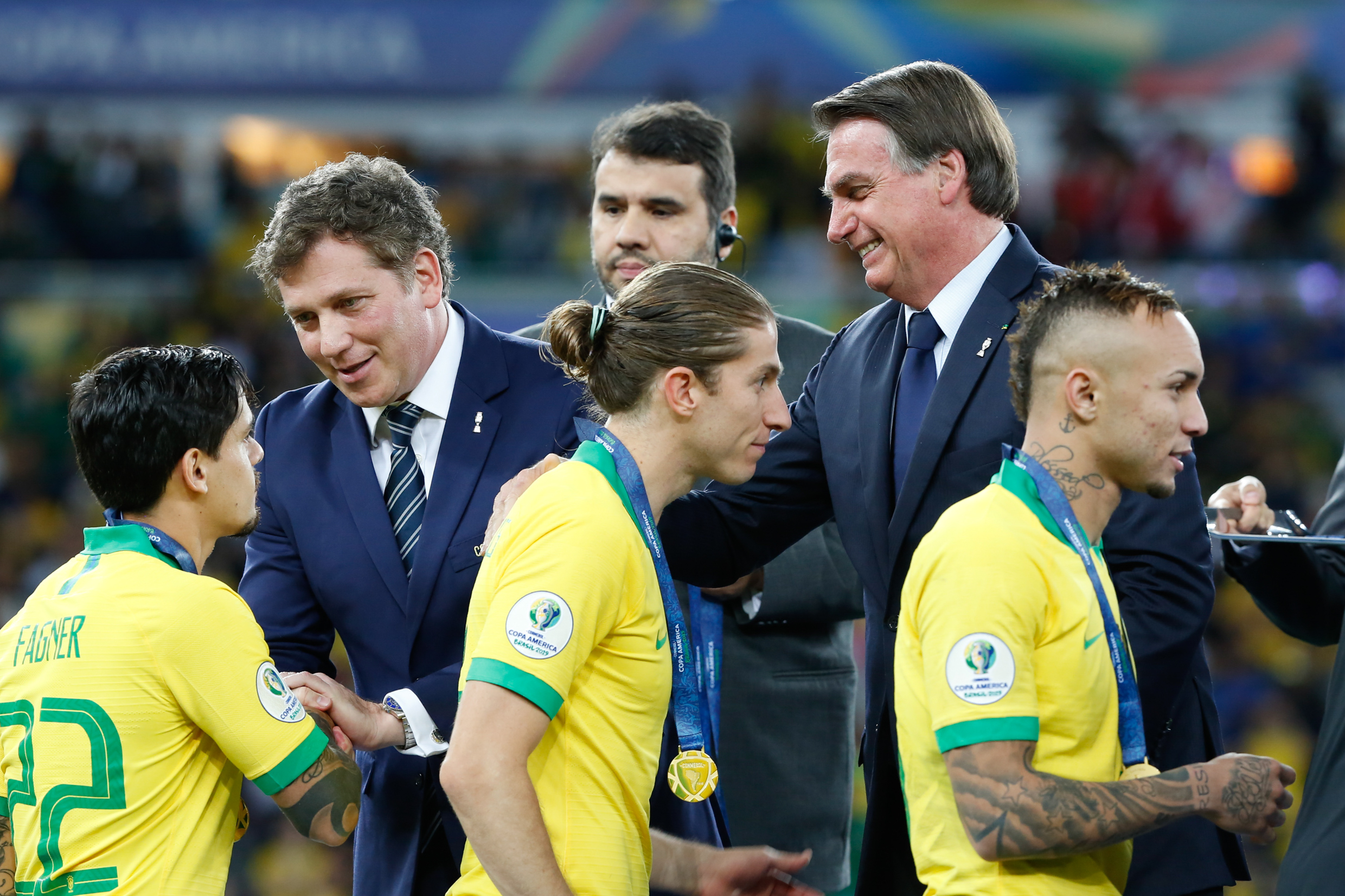
コパ・アメリカ2019の優勝メダル授与式での様子

### 選手
クラブ 
デポルティーボ・ラ・コルーニャ
- UEFAインタートトカップ：1回 (2008)

アトレティコ・マドリード
- UEFAヨーロッパリーグ：2回 (2011-12, 2017-18)
- UEFAスーパーカップ：3回 (2010, 2012, 2018)
- プリメーラ・ディビシオン：1回 (2013-14)
- コパ・デル・レイ：1回 (2012-13)

チェルシー
- プレミアリーグ：1回 (2014-15)
- フットボールリーグカップ：1回 (2014-15)

フラメンゴ
- コパ・リベルタドーレス：2回 (2019, 2022)
- カンピオナート・ブラジレイロ・セリエA：2回 (2019, 2020)
- コパ・ド・ブラジル：1回 (2022)
- スーペルコパ・ド・ブラジル：2回 (2020, 2021)
- レコパ・スダメリカーナ：1回 (2020)
- カンピオナート・カリオカ：2回 (2020, 2021)

ブラジル代表
- FIFAコンフェデレーションズカップ：1回 (2013)
- スーペルクラシコ・デ・ラス・アメリカス：1回 (2014)
- コパ・アメリカ : 1回 (2019)

個人
- ラ・リーガ年間ベストイレブン : 2013-14
- ESM・チーム・オブ・ザ・シーズン : 2015-16
- セリエA年間ベストイレブン : 2019
- 南米年間ベストイレブン : 2019
- カンピオナート・カリオカ年間ベストイレブン : 2020, 2021

### 監督
クラブ
U-20フラメンゴ
- U-20インターコンチネンタルカップ（英語版） : 2024

フラメンゴ
- コッパ・ド・ブラジル : 2024

個人
- コッパ・ド・ブラジル最優秀監督 : 2024